# Redłowo
Redłowo (kaszub. Redłowò) – nadmorska dzielnica mieszkalna Gdyni, granicząca z następującymi dzielnicami tegoż miasta: Wzgórze Św. Maksymiliana(od północy), Działki Leśne, Mały Kack (obie od zachodu), Orłowo (od południa), a od wschodu także z Morzem Bałtyckim.
Nad morzem wyznaczono letnie kąpielisko Gdynia Redłowo o łącznej długości linii brzegowej 200 metrów.
Wieś królewska w powiecie gdańskim województwa pomorskiego w II połowie XVI wieku.

## Historia
Nazwa pochodzi od imienia lub przezwiska Redło, a to od nazwy narzędzia; nagłosowe ra- → re- jest typowe dla Polski północnej, w tym Kaszub. W 1365 roku Redłowo otrzymało przywilej lokacyjny. Istniejący tu folwark w czasie reformacji stał się wraz z Kackiem siedzibą luteran, został tu nawet zbudowany zbór luterański, po którym dzisiaj już nie ma śladu. W XVII w. Redłowo stanowiło własność patrycjuszy gdańskich Cyrenbergów, a od XVIII razem z Kolibkami własność rodziny Przebendowskich. W dokumentach krzyżackich z 1365 roku nazwa Redłowa brzmiała Gradolewo, w 1583 roku widnieje nazwa Radłow, a w 1888 Redłowo. W 1923 geograf prof. Stanisław Pawłowski z Uniwersytetu Poznańskiego użył nazwy Radłowo. Na wzgórzu redłowskim miały w zamierzchłych czasach znajdować się pogańska gontyna i święte miejsce w otoczeniu starodawnej puszczy. Efektem badań archeologicznych i wykopalisk są ciekawe urny twarzowe. Na początku XIX wieku Redłowo stanowiło folwark otoczony lasem. W okresie rozbiorów Redłowo przechodziło z rąk do rąk niemieckich właścicieli, jak porucznik Foss, Foerster, von Beckmann i Hermann Kulling.  Podczas okupacji Niemcy zmienili nazwę dzielnicy na Hochredlau.
15 października 2019 wmurowano kamień węgielny pod budowę kompleksu biurowego 3T Office Park o powierzchni biurowej 38,5 tys. m kw., który ma być największym tego typu budynkiem w Gdyni, a także jednym z największych w Trójmieście - większe od niego będą tylko zespoły biurowe Olivia Business Center i Alchemia w Gdańsku Oliwie. Planowana jest budowa trzech wież: dwóch o 10 kondygnacjach naziemnych i środkowej o 13 kondygnacjach.

## Charakterystyka
Na terenie Redłowa znajdują się m.in.:
- kościół Chrystusa Miłosiernego,
- przystanek SKM Gdynia Redłowo,
- Szpital Morski im. PCK[8],
- Instytut Medycyny Morskiej i Tropikalnej[9],
- Szkoła Podstawowa nr 34 im. Leonida Teligi[10],
- Przedszkole nr 24 przy ul. Korczaka[11],
- leśne fortyfikacje – powojenna Bateria Artylerii Stałej BAS 11 (3 działa) oraz transzeje,
- Jaskinia Goryla[12],
- Pomorski Park Naukowo-Technologiczny.

Znaczną część dzielnicy zajmuje porośnięta lasem Kępa Redłowska, na której znajdują się także tereny rekreacyjne.